# Queen Victoria Memorial

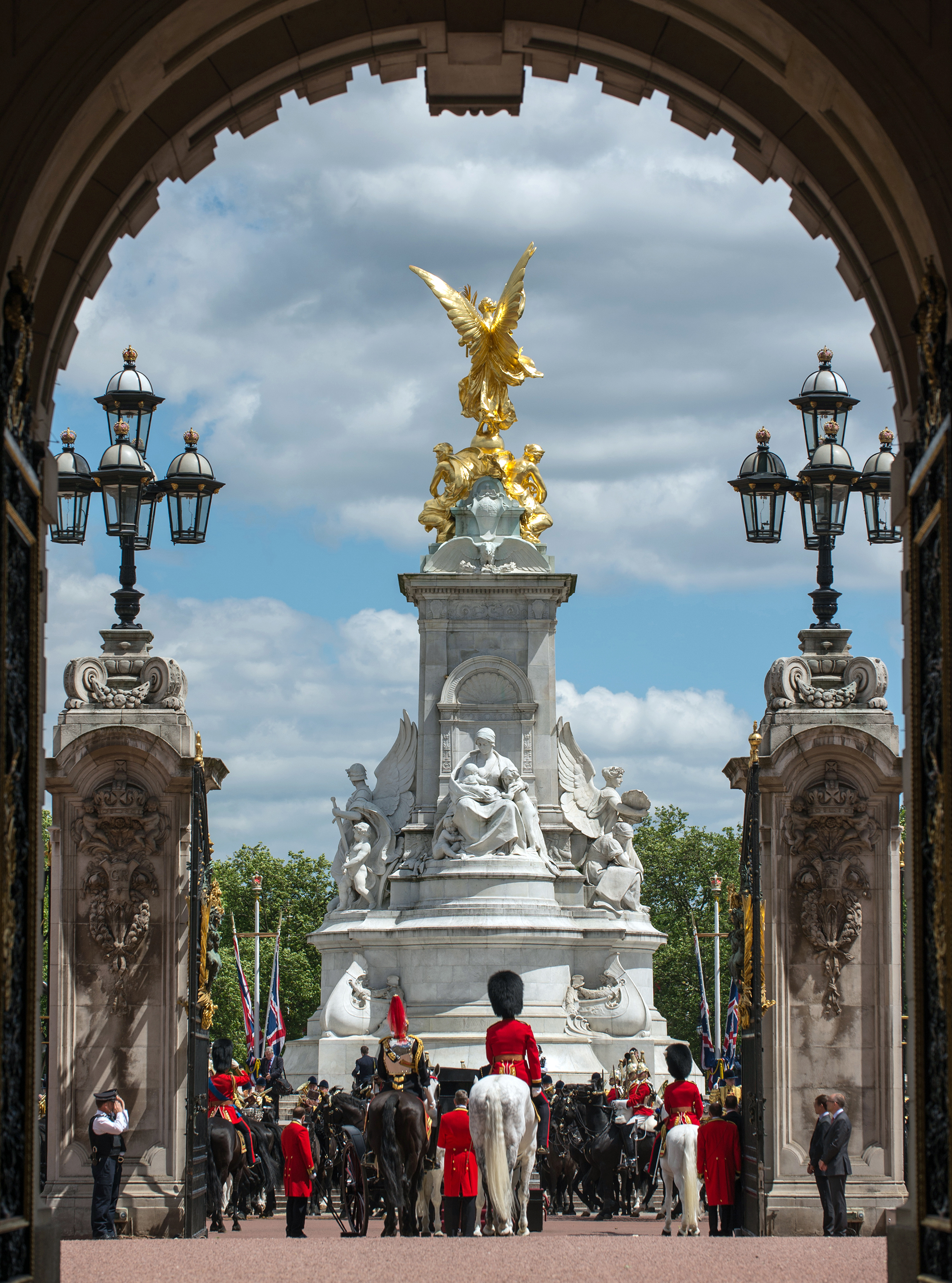
Het Queen Victoria Memorial

Het Queen Victoria Memorial is een standbeeld in de Britse hoofdstad Londen. Het staat voor Buckingham Palace aan het begin van The Mall.
Het beeld werd in 1911 gemaakt door de beeldhouwer Thomas Brock, de omheining werd vervaardigd door de architect Aston Webb.
Het beeld zelf is vervaardigd van marmer en stelt koningin Victoria voor die uitkijkt over The Mall. Aan de andere zijden van het monument zijn beelden te zien van een Engel der Waarheid, een Engel der Gerechtigheid, en Charitas. Boven op de sokkel staat een beeld van de Overwinning die geflankeerd wordt door twee beelden die destijds werden geschonken door de inwoners van Nieuw-Zeeland.
Het geheel is verder versierd met tal van nautische afbeeldingen.

## Onthulling
De onthulling van het monument, op 15 mei 1911, bracht een groot aantal koninklijke nazaten van koningin Victoria op de been. Onder hen de Duitse keizer, Wilhelm II. Hoewel de verhoudingen tussen het Verenigd Koninkrijk en het Duitse Keizerrijk, vooral onder invloed van de inmiddels bestaande Triple Entente en het agressieve Duitse vlootprogramma, op dat moment al bijzonder gespannen waren, kon de Britse koning George V er niet om heen de oudste kleinzoon van de legendarische vorstin uit te nodigen voor de plechtigheid. Het zou een van de laatste keren zijn dat beide monarchen, neven bovendien, elkaar zouden ontmoeten.